# Boeing Phantom Works
Boeing Phantom Works ist eine Forschungs- und Entwicklungsabteilung des Flugzeugbauers Boeing. Ihr Fokus liegt auf der Entwicklung fortschrittlicher militärischer Erzeugnisse und Technologien, die in der Regel unter strenger Geheimhaltung stehen und in den Bereichen Rüstungsindustrie, Raumfahrt und Sicherheit anzusiedeln sind.

## Geschichte
Die Phantom Works wurden in den 1990er-Jahren von McDonnell Douglas gegründet, und der Name und das Logo (siehe englischen Wikipedia-Artikel) basieren auf der von dieser Firma gebauten F-4 Phantom. Nach der Übernahme durch Boeing 1997 wurde die Abteilung weitergeführt.

## Standorte
Das Hauptquartier der Phantom Works befindet sich in Washington D.C., während die Hauptentwicklungs- und Produktionsstätten sich in St. Louis, Missouri befinden. Allerdings werden Projekte an den meisten Standorten des Boeing-Konzerns in den Vereinigten Staaten unterhalten. Zudem arbeitet eine international ausgerichtete Gruppierung für Regierungen in den Vereinigten Staaten, Großbritannien, Australien und Indien.

## Bekannte Projekte

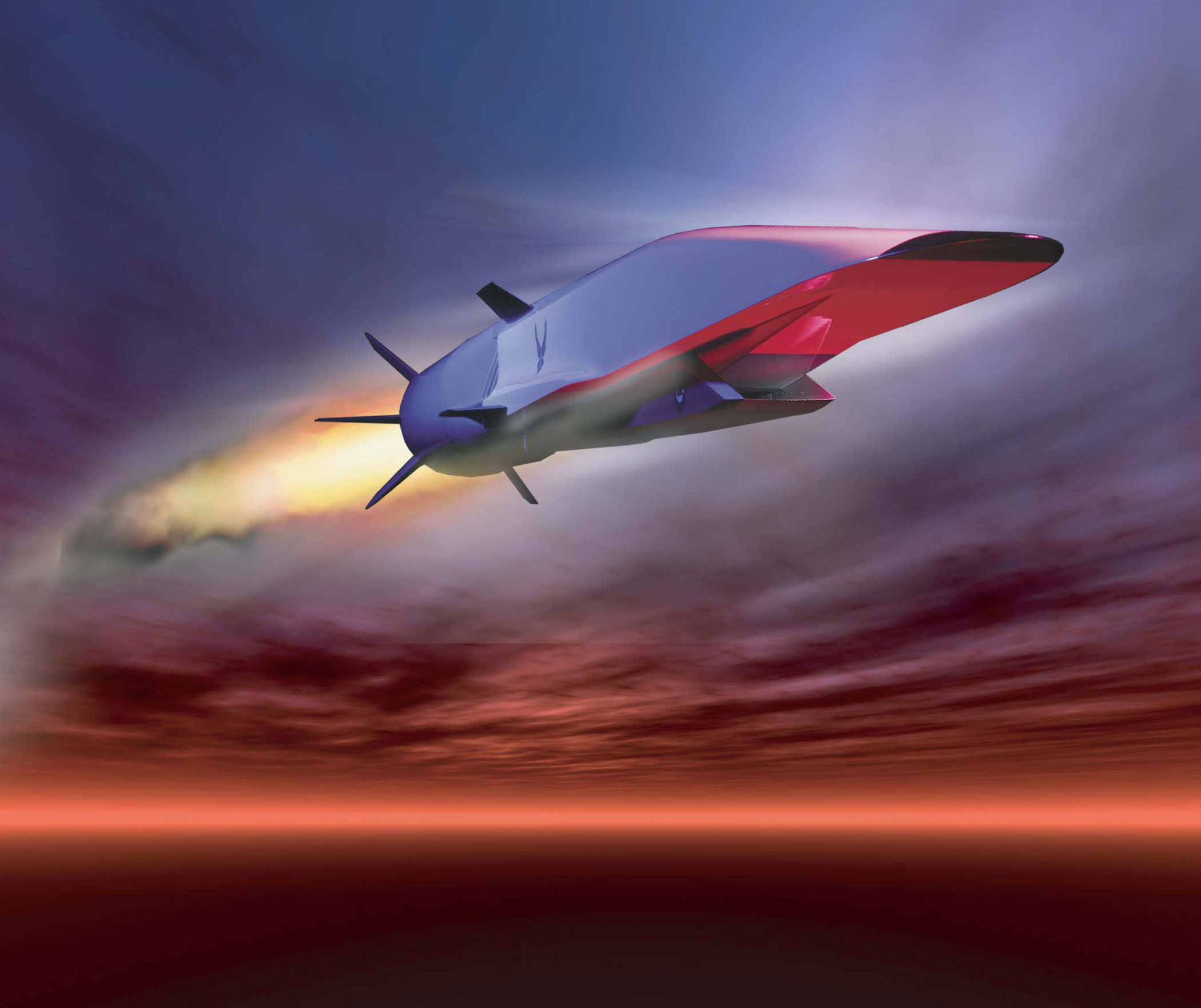
X-51 Waverider advanced hypersonic vehicle

- McDonnell Douglas A-12 Avenger II: Fortgeschrittenes Navy Stealth Fighter Versuchskonzept
- Boeing A160 Hummingbird UAV Helikopter
- Boeing Bird of Prey: Stealth UAV Demonstrator
- Boeing Condor: Hochfliegende Drohne mit großer Reichweite
- F/A-XX: 6. Generation Fighter
- Pelican ULTRA
- Boeing Phantom Eye: Hochfliegende Aufklärungsdrohne
- Boeing Phantom Ray: Unbemannter Versuchsträger für fortgeschrittener Luftfahrttechnik
- Quad TiltRotor (mit Bell Helicopter)
- X-32 Joint Strike Fighter
- X-37 Advanced Technology Demonstrator
- X-45 UCAV
- X-48 Blended Wing Body Demonstrator
- Boeing X-51 Waverider: Überschall Versuchsobjekt
- X-53 Active Aeroelastic Wing
- McDonnell Douglas YF-23: Black Widow
- GBU-57 Massive Ordnance Penetrator präzisionsgelenkte bunkerbrechende Bombe mit sehr hoher Durchschlagskraft (mit Northrop Grumman)